# آرپا تپه‌سی
آرپا تپه‌سی یک روستا در ایران است که در استان اردبیل و در دهستان ویلکیج شمالی واقع شده‌است. ارپاتپه سی ۱۳۰ نفر جمعیت دارد.
آرپا تپه نام روستا و تپه‌ای است باستانی که در منطقه ویلکیج شمالی، شهرستان نمین واقع شده‌است. در این روستای تاریخی آثاری از هزارهٔ یکم پیش از میلاد یافت شده‌است. به احتمال قوی نام این ده در گذشته آرتا تپه بوده (تپه مقدس) به علت تپه‌ای که داخل روستا قراردارد. اما بعدها در این روستا گندم بسیار کم‌یاب و به عبارتی دیگر نایاب می‌شود و کشاورزان جو (در زبان ترکی آذربایجانی: آرپا) می‌کاشتند که شاید باعث شده این روستا اسم آرپا تپه بخود بگیرد. این محوطه باستانی میان کناسه و گردنهٔ حاجی امیر در جادهٔ آستارا به اردبیل و در ۳۰ کیلومتری شهر اردبیل و در ۱۰ کیلومتری جنوب شهر نمین قرار گرفته‌است. جنگل فندقلو در ۵ کیلومتری آرپاتپه واقع شده که یکی از زیباترین مناطق ایران است که مشرف به گردنهٔ زیبای حیران می‌باشد.
این تپه به عنوان یک اثر ملی در تیر ماه ۱۳۸۲ در فهرست آثار تاریخی سازمان میراث فرهنگی با شماره ۹۱۶۲ و کد ۱۹۷۰۹ به ثبت رسیده‌است.